# Bulimulus akamatus
Bulimulus akamatus е вид коремоного от семейство Orthalicidae. Видът е световно застрашен, със статут Уязвим.

## Разпространение
Разпространен е в Еквадор (Галапагоски острови).